# Степанівка (Кетрисанівська сільська громада)
Степа́нівка — село в Україні, у Кетрисанівській сільській громаді Кропивницького району Кіровоградської області. Населення становить 69 осіб.

## Історія
Станом на 1886 рік у містечку Олексіївської волості Єлисаветградського повіту Херсонської губернії мешкало 144 особи, налічувалось 37 дворових господарства, існувала православна церква.

## Населення
Згідно з переписом УРСР 1989 року чисельність наявного населення села становила 101 особа, з яких 46 чоловіків та 55 жінок.
За переписом населення України 2001 року в селі мешкало 69 осіб.

### Мова
Розподіл населення за рідною мовою за даними перепису 2001 року:
| Мова       | Відсоток |
| ---------- | -------- |
| українська | 94,20 %  |
| молдовська | 2,90 %   |
| російська  | 2,90 %   |